# Frogner Stadion
Frogner Stadion – wielofunkcyjny stadion w Oslo (do 1925 roku Kristiania), stolicy Norwegii. Został otwarty 10 stycznia 1914 roku. Był areną wielu wydarzeń sportowych.
Obiekt został zainaugurowany 10 stycznia 1914 roku. Wybudowano go tuż obok zlikwidowanego w 1913 roku starego stadionu Frogner.  Na stadionie rozegrano mistrzostwa Norwegii w łyżwiarstwie szybkim w latach 1915, 1917, 1927, 1932, 1936 oraz 1939 (mężczyźni), 1932, 1935 oraz 1937 (kobiety) i 2011 (mężczyźni i kobiety), mistrzostwa Europy w łyżwiarstwie szybkim w latach 1924, 1928, 1936 i 1938 (mężczyźni), a także mistrzostwa świata w łyżwiarstwie szybkim w latach 1914, 1922, 1929, 1930, 1935 i 1937 (mężczyźni) oraz 1933, 1934, 1935 i 1938 (kobiety). Na arenie wielokrotnie padały rekordy świata w łyżwiarstwie szybkim.
Poza imprezami łyżwiarskimi obiekt gościł także inne wydarzenia sportowe. Stadion był areną finałowego meczu piłkarskiego Pucharu Norwegii w sezonie 1914 (11 października 1914 roku: Frigg – Lyn 4:2). Ponadto na obiekcie w latach 1914–1918 dziesięć spotkań towarzyskich rozegrała piłkarska reprezentacja Norwegii. Stadion kilkakrotnie gościł również lekkoatletyczne mistrzostwa Norwegii.